# Малі Собари
Малі Соба́ри (рос. Малые Собары, чув. Пĕчĕк Супар) — присілок у складі Красноармійського району Чувашії, Росія. Входить до складу Яншихово-Челлинського сільського поселення.
Населення — 52 особи (2010; 69 у 2002).
Національний склад:
- чуваші — 100 %